# 실비아 루이스
실비아 루이스(Sylvia Lewis, 1931년 4월 22일 ~ )는 미국의 배우, 안무가, 댄서, 텔레비전 배우, 영화배우이다.
요크에서 태어났다.

## 영화
- 싸이코 드라마 (1969년)
- 레이디스 맨 (1961년)
- 징기스칸 (1956년)
- 레드 가터스 (1954년)
- 사랑은 비를 타고 (1952년)